# 니콜 아베
니콜 아베(일본어: 安部 ニコル, 1993년 6월 12일 ~ )는 일본의 모델이다.